# Hebira (délégation)
Hebira est une délégation tunisienne dépendant du gouvernorat de Mahdia.
En 2014, elle compte 10 654 habitants dont 5 139 hommes et 5 515 femmes répartis dans 2 523 ménages et 3 104 logements.